# Jamundí (kommunhuvudort)
Jamundí är en kommunhuvudort i Colombia.   Den ligger i departementet Valle del Cauca, i den västra delen av landet, 300 km sydväst om huvudstaden Bogotá. Jamundí ligger 972 meter över havet och antalet invånare är 44 833.
Terrängen runt Jamundí är varierad. Runt Jamundí är det tätbefolkat, med 427 invånare per kvadratkilometer. Närmaste större samhälle är Cali, 19,6 km norr om Jamundí. Omgivningarna runt Jamundí är en mosaik av jordbruksmark och naturlig växtlighet.